# Alfredo Serrai
Alfredo Serrai (* 20. November 1932) ist ein italienischer Bibliothekar und Bibliothekswissenschaftler.
Serrai hat als Bibliothekar bekannte Bibliotheken geleitet. Er war Direktor der Biblioteca Casanatense von 1976 bis 1979 sowie der römischen Universitätsbibliothek Biblioteca Alessandrina von 1979 bis 1980. Anschließend wurde er Professor für Bibliothekswissenschaft an der Universität Rom «La Sapienza» mit den Schwerpunkten Bibliographie und Bibliotheksgeschichte. Auf diesen Gebieten hat er zahlreiche Publikationen vorgelegt. Als sein Hauptwerk kann die elfbändige "Geschichte der Bibliographie" (Storia della bibliografia, Bulzoni Editore, Roma 1988–2001) gelten.